# Tuniské háčkování

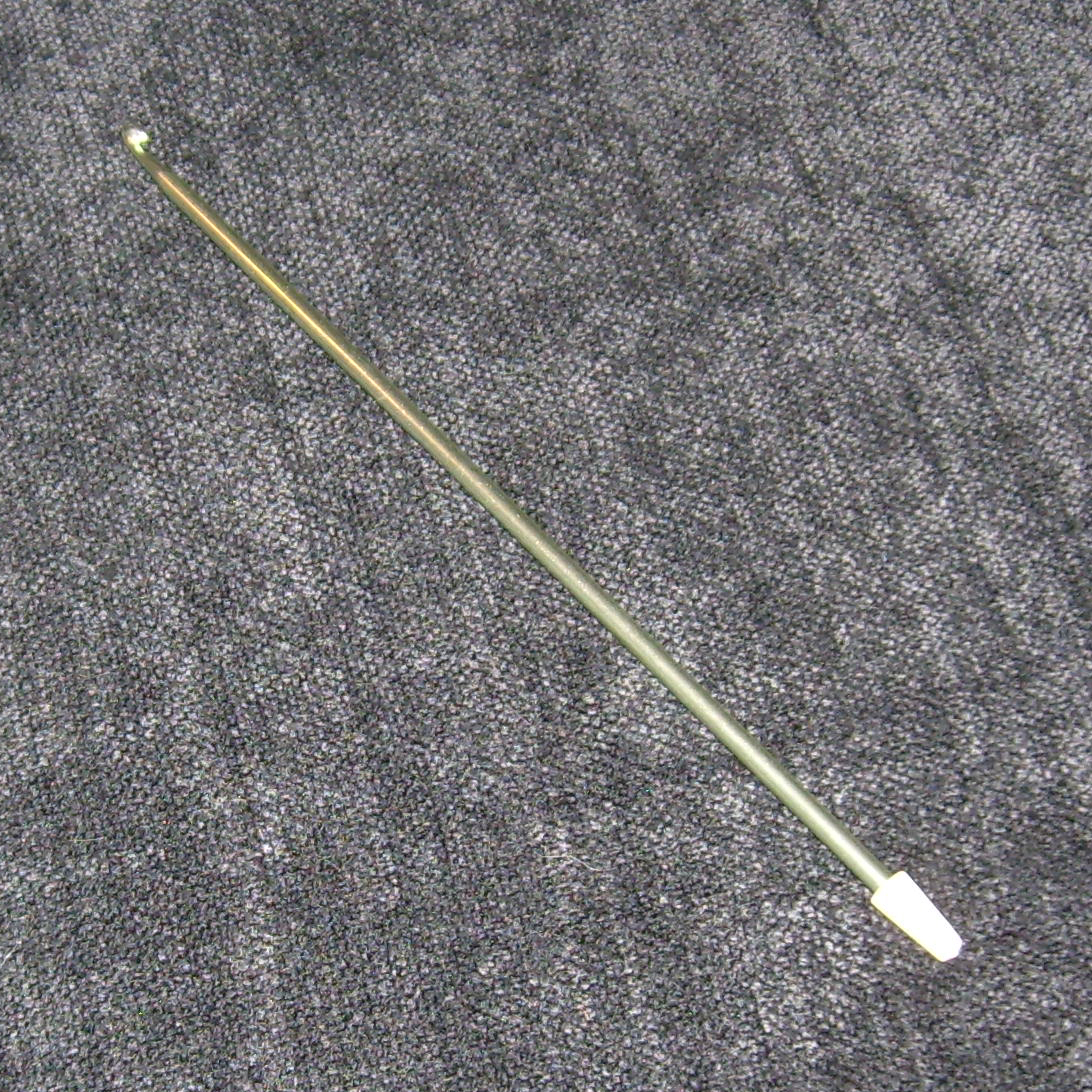
Jehlice na tuniské háčkování

Tuniské háčkování je technika ruční práce spojující prvky háčkování, pletení a tkaní. Výrobky tuniské práce jsou tlustší a méně elastické než u jiných háčkovacích technik.
Jako nástroj se používá zvláštní háček ukončený silnější zátkou (proti vypadávání ok).
Základní vzor je řetízek háčkovaný po lícové straně vždy tam a zpátky, jednotlivá oka se vyplňují smyčkou. Vzor se ukončuje řadou pevných ok nebo krátkých sloupků. Jedna z možností je také háčkování do kruhu.
Tuniské háčkování používá mnoho různých druhů stehů jako: copánkový, tkaný, žebrový aj.

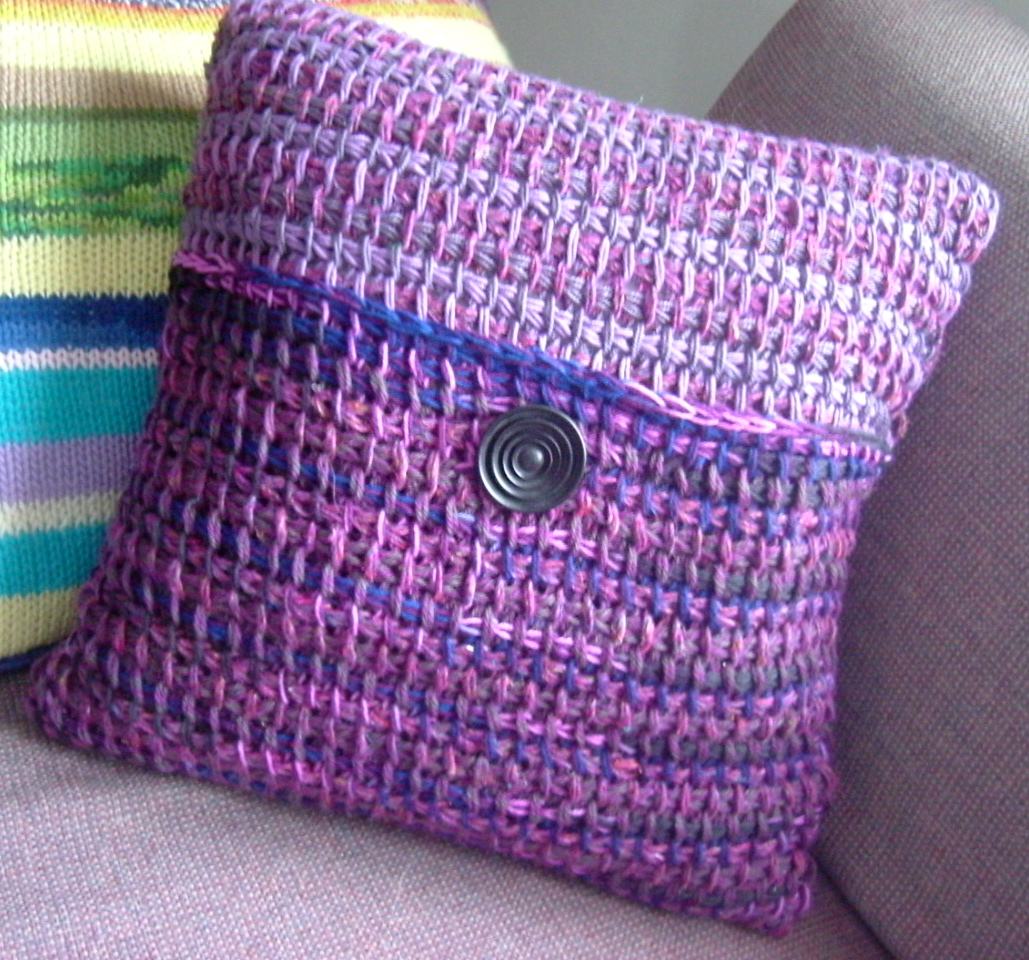
Tuniské háčkování na povlaku polštáře

Pro tuniské háčkování jsou známá také jiná označení, např. afghánské háčkování, ovčácké pletení, bosenské háčkování aj.
Původ tuniského háčkování není známý. Za nejstarší publikaci o háčkování všeobecně je považována kniha Elizabeth Granové Paměti horalky z roku 1812, kde se popisuje ovčácké pletení.